# Кенти, Клейтон
Клейтон Кенти (англ. Clayton Kenty; род. 22 февраля 1991) — северомарианский легкоатлет, выступавший в беге на короткие дистанции и барьерном беге. Бронзовый призёр чемпионата Океании 2011 года, серебряный и бронзовый призёр чемпионата Микронезии 2009 года.

## Биография
Клейтон Кенти родился 22 февраля 1991 года.
В 2009 году завоевал две медали чемпионата Микронезии по лёгкой атлетике в Голд-Косте: серебряную в беге на 400 метров с барьерами с результатом 1 минута 6,73 секунды и бронзовую  в беге на 110 метров с барьерами с результатом 20,76 секунды.
В том же году участвовал в чемпионате мира в Берлине. В беге на 100 метров выбыл в 1/8 финала, показав худший результат в квалификации (12,29).
В 2011 году стал бронзовым призёром чемпионата Океании в Апиа в западном дивизионе в беге на 110 метров с барьерами (17,43).